# Milwaukee
Milwaukee er en by i den amerikanske delstat Wisconsin med 594.833 indbyggere i 2010. Det er den største by i staten og den 30. største by i USA. Byen er beliggende i den sydøstlige del af delstaten ved Michigan-søens vestlige bred.
Milwaukee er et stort kommercielt, kulturelt og industrielt centrum samt et vigtig jernbaneknudepunkt. Byens universitet Marquette University blev grundlagt i 1881. Byen er kendt for at huse to af USA's største bryggerier – Miller og Pabst, og så er motorcykelfabrikanten Harley-Davidson grundlagt i byen. Milwaukee har bevaret sin historiske arv og er en populær destination for turister interesseret i arkitektur og kulturhistorie.
Milwaukee er ligeledes en populær by inden for sejlsport, wind- og kitesurfing samt vandsportsfaciliteter langs Michigan-søen. Desuden er den også kendt for Milwaukee Art Museum, en arkitektonisk perle, der er designet af Santiago Calatrava, og sommerfesten, en årlig musikfestival ved søen. Baseballholdet Milwaukee Brewers har hjemsted i Miller Park. Nogle af byens bedst kendte turistattraktioner omfatter basilikaen St. Josaphat, den katolske kirke St. Stanislaus fra 1866, Milwaukee City Hall fra 1896 – med sin 108-meter høje klokketårn og moskéen Tripoli Shrine templet fra 1928 – som er et berømt vartegn i byen. Moskéen er bygget med inspiration fra Taj Mahal i Indien.
Byen har også en zoologisk-, og botanisk have samt en række parker og rekreative områder. Desuden er byen også kendt for at have et pulserende natteliv med teater, kasinoer, restauranter og natklubber. Milwaukee er desuden vært for mange årlige festivaler, og kaldes derfor ofte "The City of Festivals". Den nærmeste lufthavn er General Mitchell International Airport, der ligger 13 km syd for centrum.
Byen anlagdes af franske missionærer i 1833. Navnet Milwaukee stammer fra et lokalt oprindeligt sprog, men den præcise betydning af ordet af uvis. Tilnavnet "the German Athens of America" ("det tyske Amerikas Athen") opstod ca. 1900, da mere end hver anden indbygger var af tysk herkomst. Andre store etniske grupper i byen inkluderer irsk, polsk, italiensk og jødisk. Derudover var Milwaukee centrum for islandsk indvandring i De Forenede Stater.

## Klimaet
Milwaukee er kendt for varme somre og kolde vintre. Den gennemsnitlige temperatur i januar er -6,7 ° C, i juli er den 23,1 ° C. Den gennemsnitlige årlige nedbør er 790,2 mm (data baseret på måleperioden 1961-1990).

## Berømte Mennesker
- Gene Wilder

## Overskriftstekst
1. ↑  city.milwaukee.gov, hentet 8. maj 2022.
city.milwaukee.gov, hentet 19. februar 2023 (fra Wikidata).
2. ↑  USA's folketælling fra 2020, hentet 1. januar 2022 (fra Wikidata).